# Pelusios carinatus
Pelusios carinatus är en sköldpaddsart som beskrevs av  Raymond Ferdinand Laurent 1956. Pelusios carinatus ingår i släktet Pelusios och familjen pelomedusasköldpaddor. Inga underarter finns listade i Catalogue of Life.

## Utbredning
Arten förekommer i Gabon och i västcentrala Kongo.